# إدريس بوستة
إدريس بوساتا (مواليد 23 ديسمبر 1972) هو لاعب كرة قدم هولندي سابق، كان يشغل مركز الجناح الأيمن. خاض مسيرته الاحترافية في أندية داخل هولندا وإنجلترا والإمارات العربية المتحدة. مثل في مباريات ودية كلًا من منتخب هولندا ومنتخب المغرب.

## المسيرة مع الأندية
وُلِد بوساتا في أمستردام، ولعب في هولندا لعدة أندية محلية، من بينها دي سبارتان، VVA/Spartaan، V&V أمستردام، أياكس، فولندام، تيلستار، هارلم، أوترخت، ألكمار، وإكسلسيور.
كما لعب في إنجلترا مع شيفيلد يونايتد، وشارك في 6 مباريات ضمن دوري كرة القدم الإنجليزي.
واختتم مسيرته الكروية في عام 2004 في الإمارات العربية المتحدة مع نادي الشعب.

## المسيرة الدولية
شارك بوساتا في ثلاث مباريات دولية مع منتخب هولندا بين عامي 1998 و1999.
كما خاض مباراتين مع منتخب المغرب في عام 2001.

## الحياة الشخصية
ينحدر بوساتا من أصول مغربية، وقد تحدث علنًا عن التمييز الذي تعرض له والده المسلم في هولندا.
في عام 2008، شارك بوساتا في مؤسسة خيرية في المغرب. وفي عام 2010، كان يمتلك صالة رياضية، ومطعمًا، ومقهًى، كما عمل وكيلًا للاعبين.
في عام 2016، أقامت شركة العقارات WPM دعوى قضائية ضده بسبب مستحقات مالية متأخرة.
في عام 2010، كان بوساتا يقيم في أمستردام، وكان أبًا لابنٍ وابنة. وبحلول عام 2016، امتلك ستة مقاهٍ تعمل تحت علامة "Buongiorno".